# 信じていたい
「信じていたい」（しんじて - ）は、1966年10月に発売された西田佐知子のシングルレコードである。発売元はポリドール・レコード（現：ユニバーサルミュージック）。品番：SDR-1237。

## 解説
表題曲「信じていたい」は宮川泰による楽曲。演奏は、ポリドール・オーケストラ。
1966年大晦日放送の『第17回NHK紅白歌合戦』に出演し（連続6回目）、本楽曲を披露した。歌唱順はトリのひとり前の位置で、紅組出演者が総出で応援している映像が現存している。

## 収録曲
1. 信じていたい
  - 作詞: 塚田茂、作曲・編曲: 宮川泰
2. 恋のかたみは泪だけ
  - 作詞: なかにし礼、作曲・編曲: 中島安敏

## 収録作品
信じていたい
- 西田佐知子 アカシアの雨がやむとき（1993年：POCH-1288）
- 全曲集（1994年：POCH-1437）
- GOLDEN☆BEST 西田佐知子（2003年：UICZ-6041）
- 西田佐知子 魅惑のヒット集ベリーベスト（2006年：EJS-5）
- 西田佐知子歌謡大全集（2007年：UPCY-9096/100）
- 初めての街で 〜西田佐知子ベストセレクション〜（2009年：UPCY-6543）